# Сидушка
Сиду́шка разг. в промальпе (англ. Work Seat — «рабочее сиденье»), также бесе́дка в морском деле (boatswain’s chair — ирон. «боцманский трон») — подвесная конструкция, укреплённая на гибком подвесе с перемещаемым по высоте рабочим местом. Представляет собой доску для сидения, обвязанную основной верёвкой. Сидушка должна быть удобной и мягкой. Спусковое устройство, работающего в сидушке, должно быть доступным для контроля.

## Разновидности
В промышленном альпинизме
Сертифицированные сидушки из алюминия, обитые плюшем, прикрепляемые стропами с застёжками к страховочной системе.
В морском деле
Используют для подъёма людей на мачты и трубы при выполнении малярных и других работ, смене или ремонте рангоута и такелажа, установке антенны, во время работ по зачистке и окраске корпуса судна, при осмотре соединений и листов обшивки, возобновлении грузовых марок и шкалы осадки, очистке якоря.
Морскую беседку изготавливают по-разному:
- Скорый способ — завязать беседочный узел; вставить доску в петлю[11]
- Сделать по отверстию на двух сторонах доски; сделать тросом сто́порный узел в отверстиях; сделать огон на середине троса; присоединить беседку к спускаемому тросу шкотовым узлом[12]
- Сделать по 2 отверстия на двух сторонах доски; закрепить середину троса на одной стороне, на другой — закрепить концы стопорными узлами; сделать двойной огон для подвешивания[13]
- Сделать по 2 отверстия на двух сторонах доски; перекрестить концы под сидушкой; завязать двойной огон для подвешивания[14]

## Фотогалерея

Морские беседки
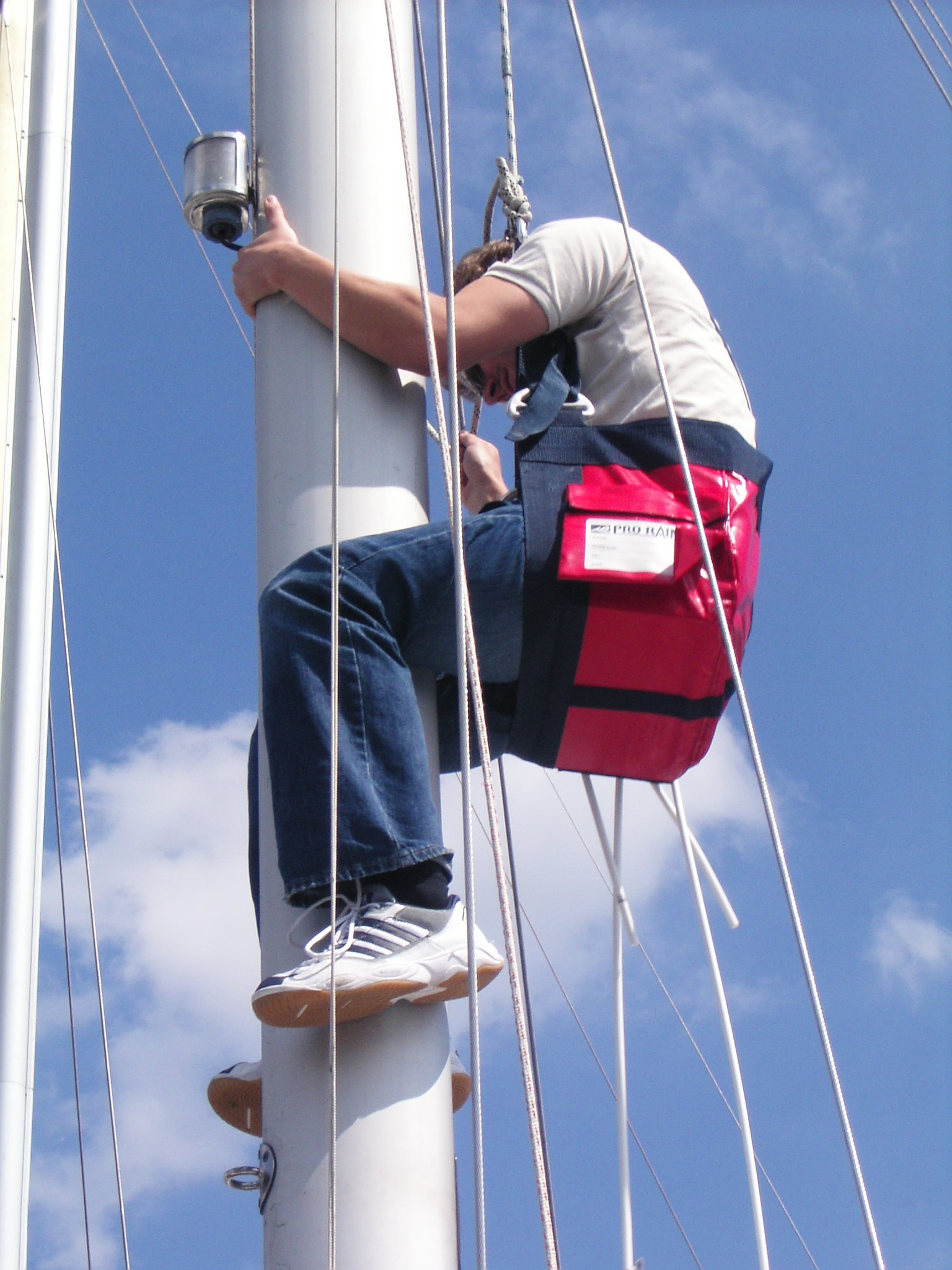
Матрос на мачте яхты в сидушке промышленного альпинизма
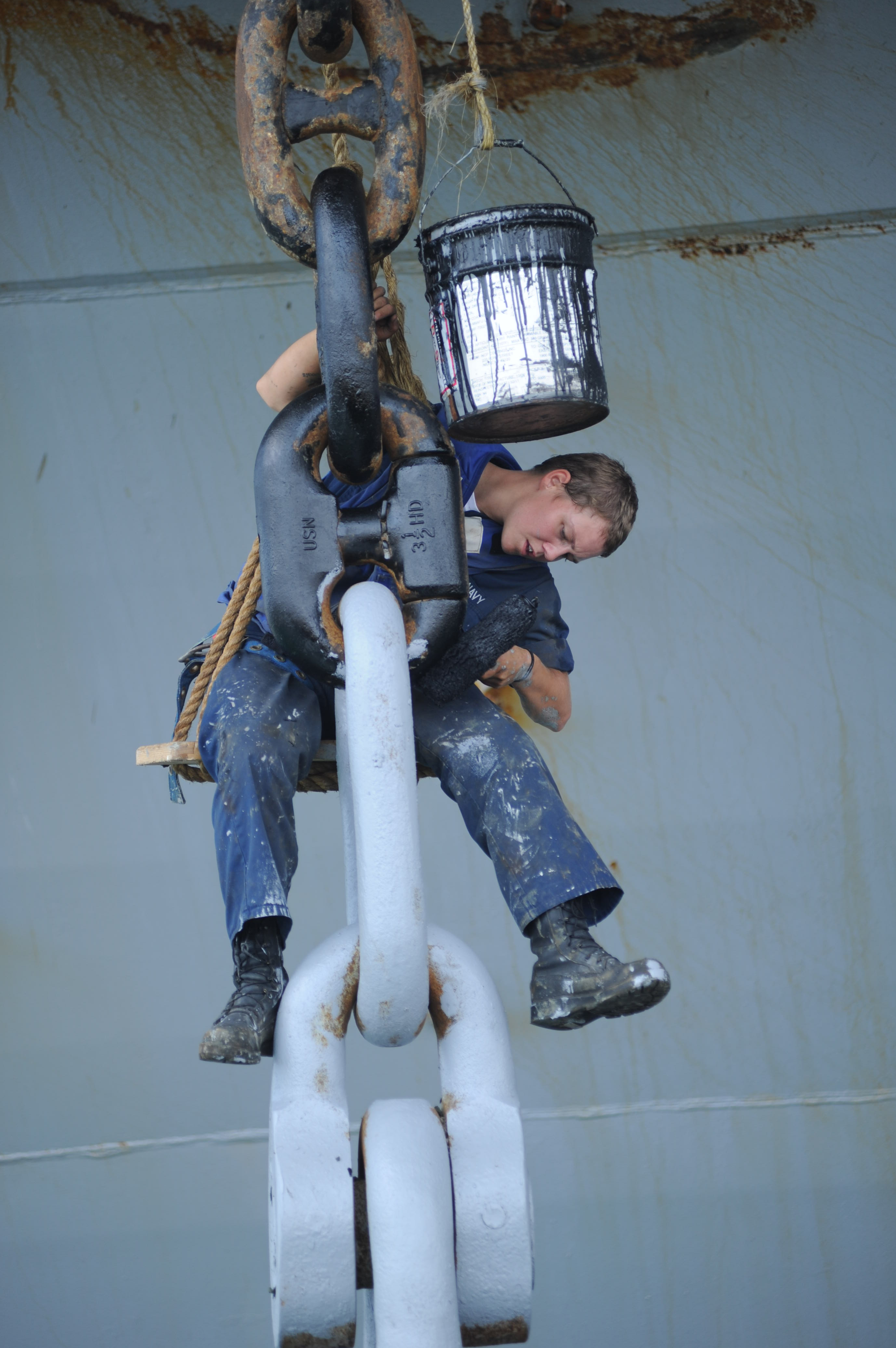
Военный матрос (женского пола) в беседке на покраске якорной цепи боевого корабля
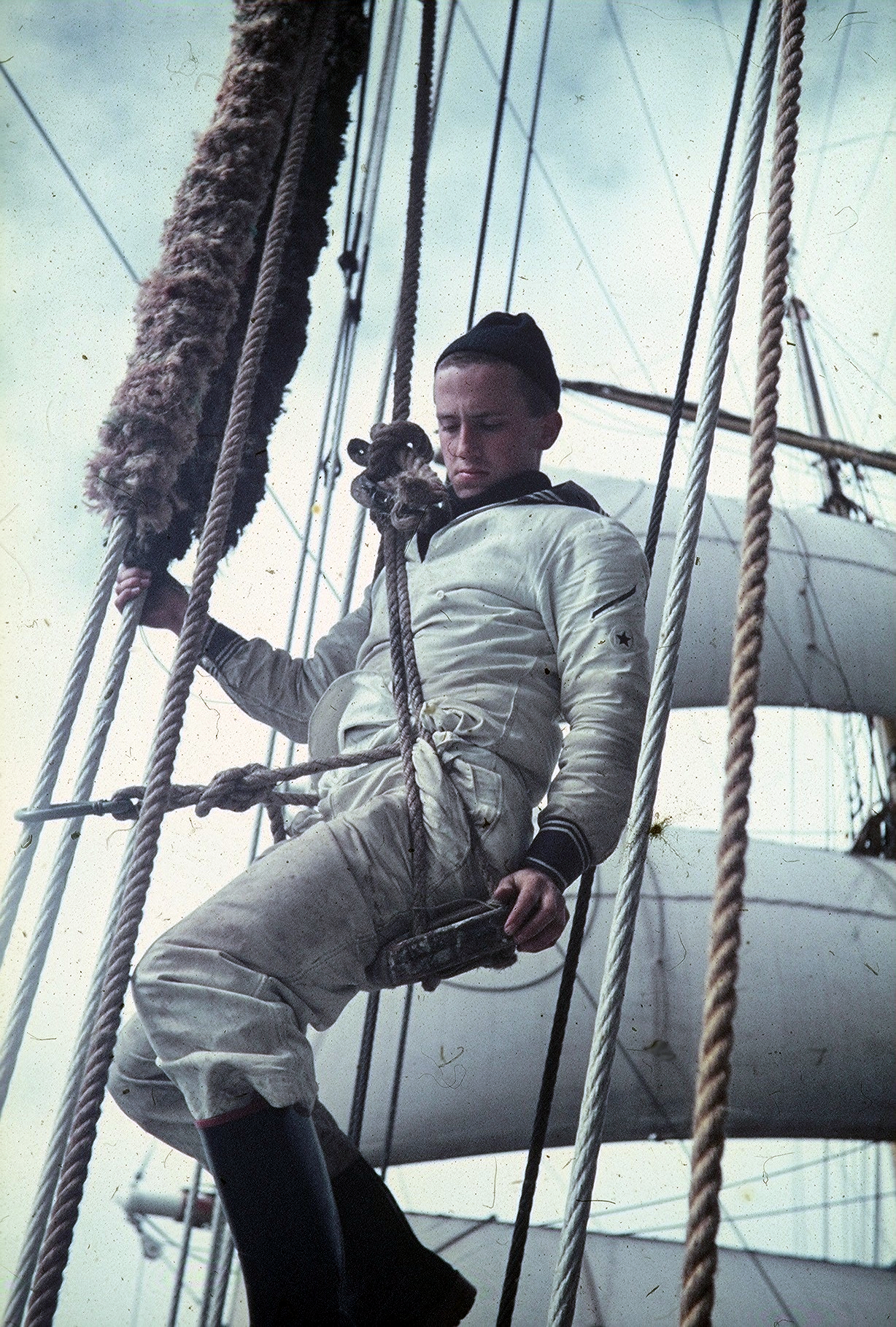
Курсант учебного парусника в беседке на ремонте фок-мачты
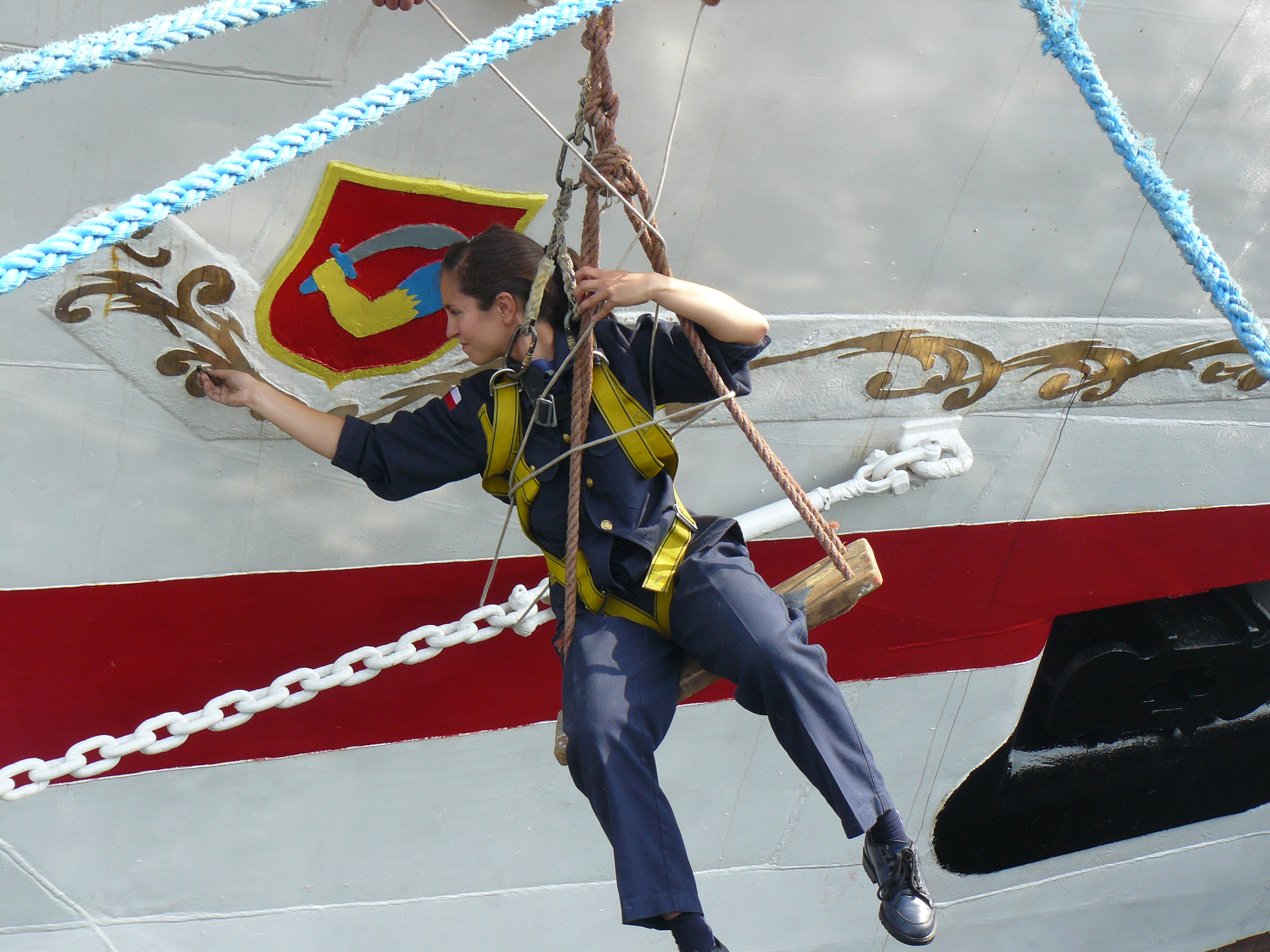
Курсант (женского пола) парусника в беседке при чистке украшений борта
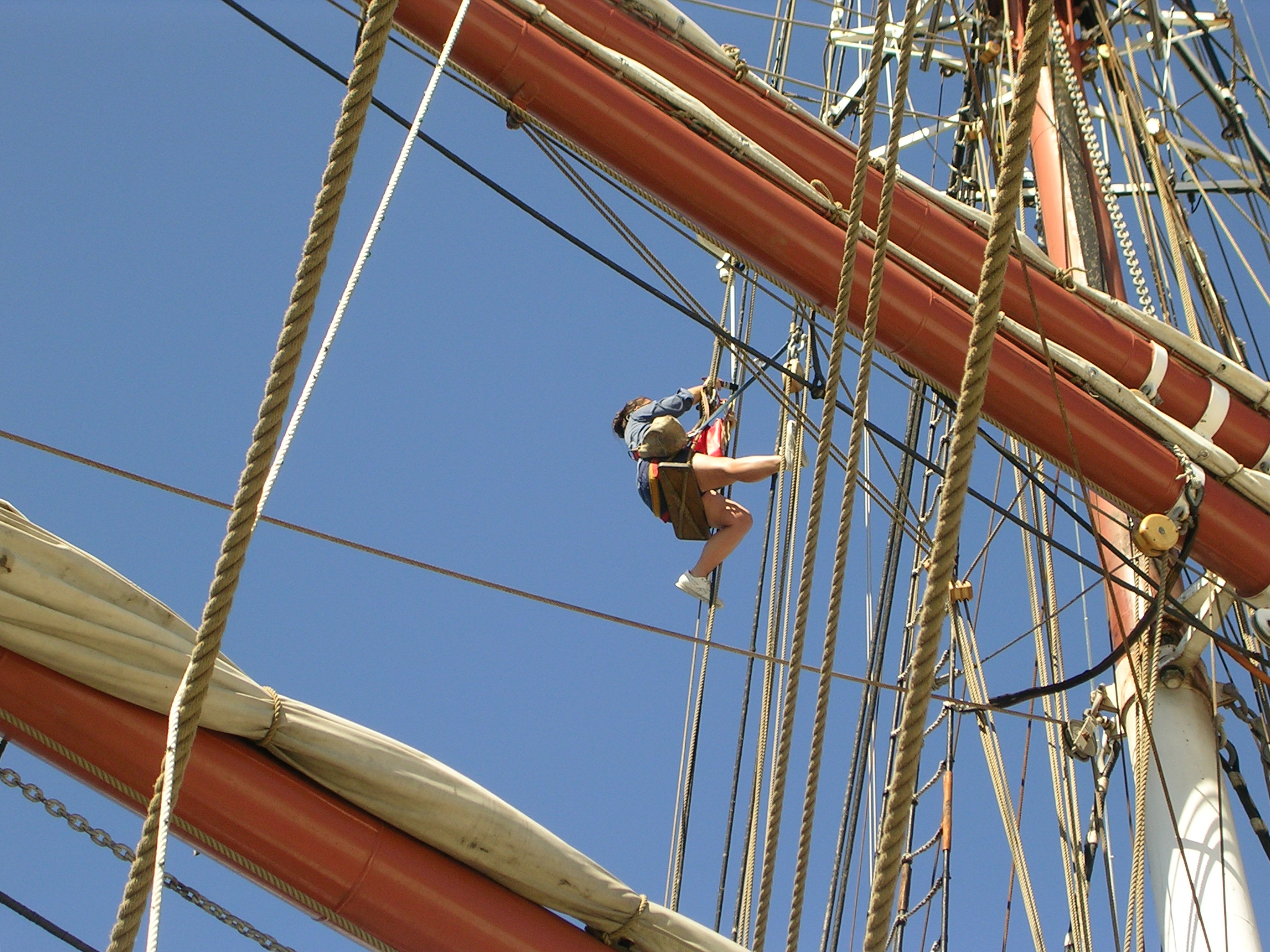
Боцман в беседке за работой (тированием стоячего такелажа) на парусном корабле
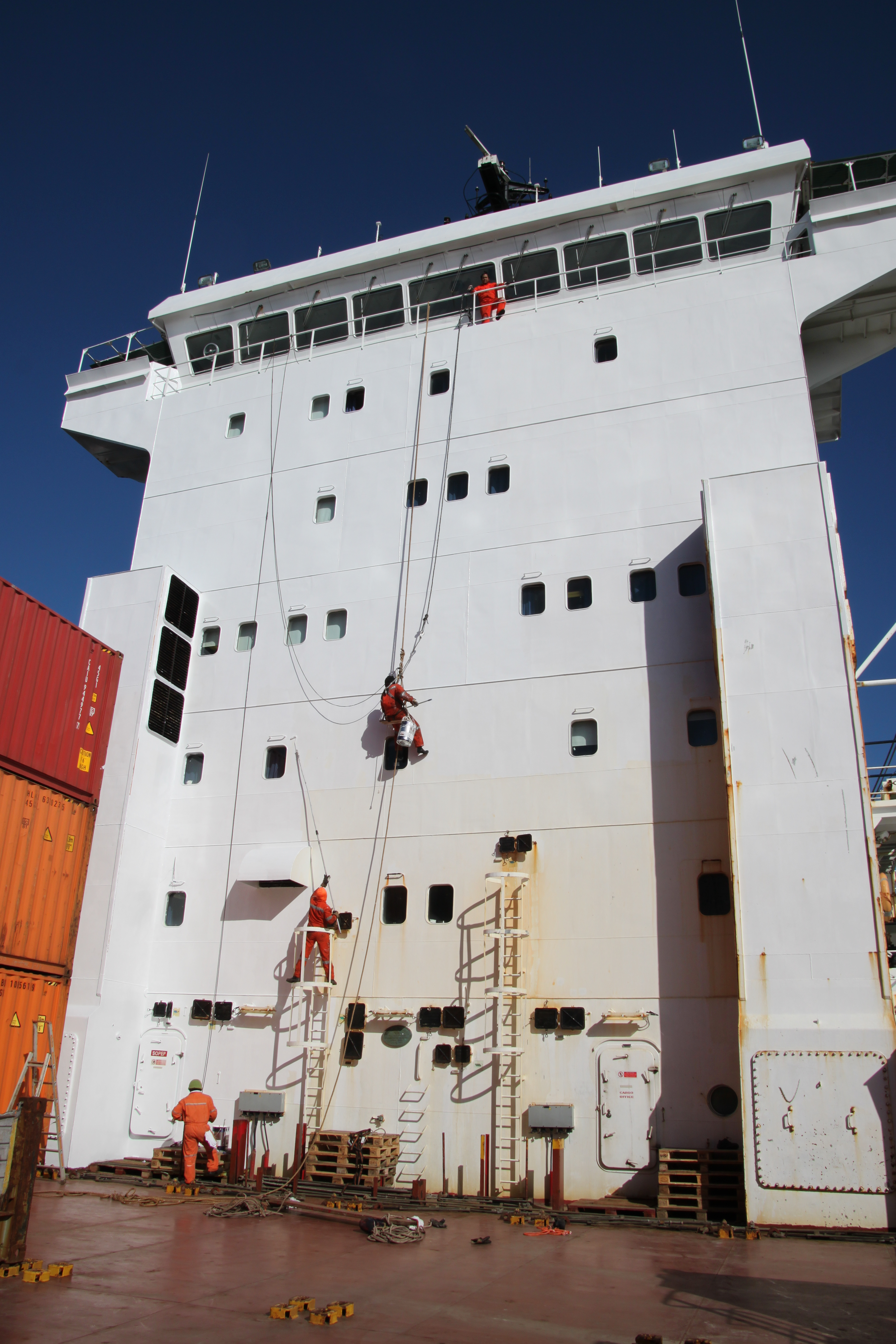
Матрос в беседке (в центре) на покраске надстройки торгового судна
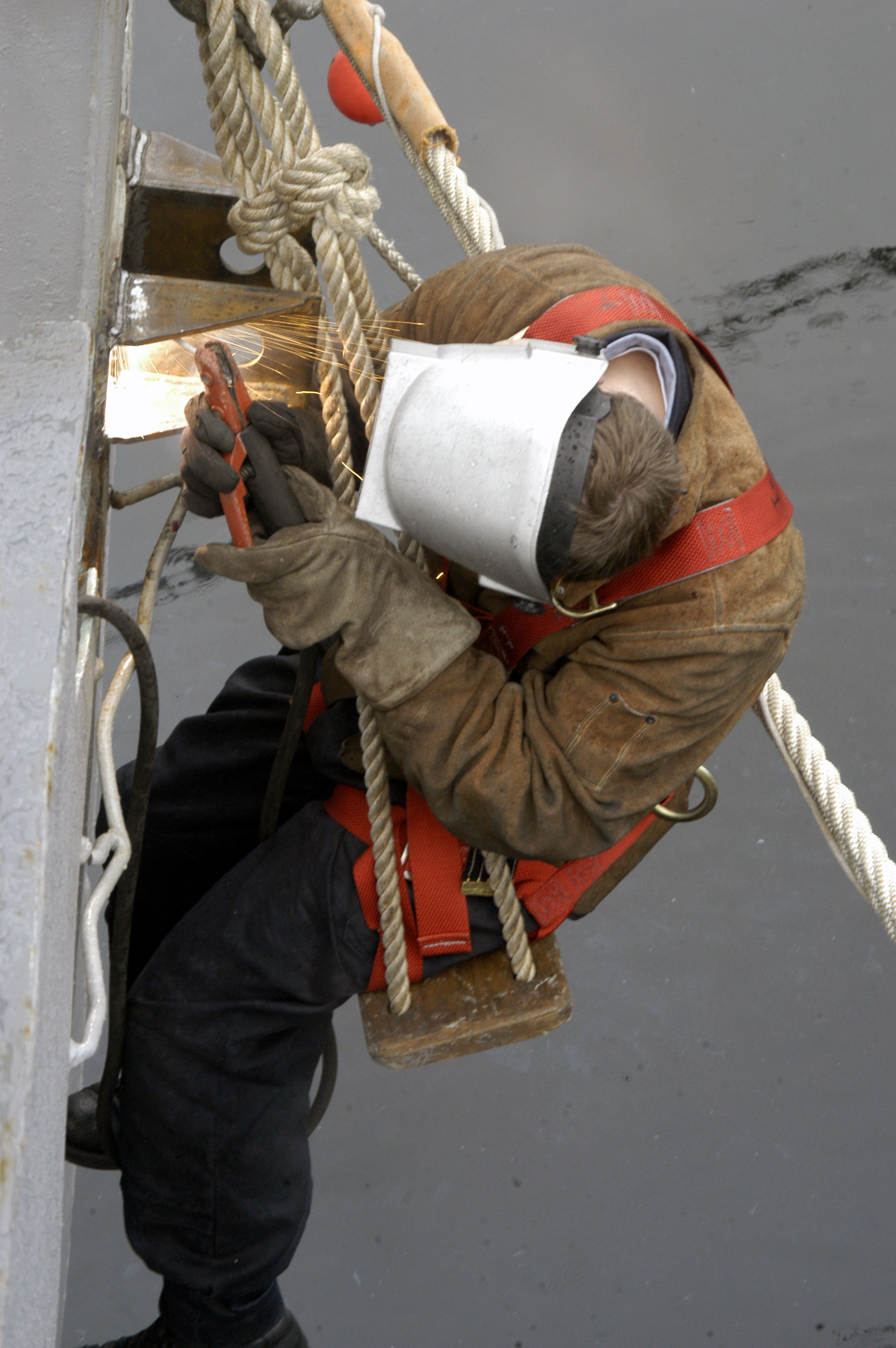
Военный матрос в беседке при сварке петли для страховочной сети на лётной палубе фрегата
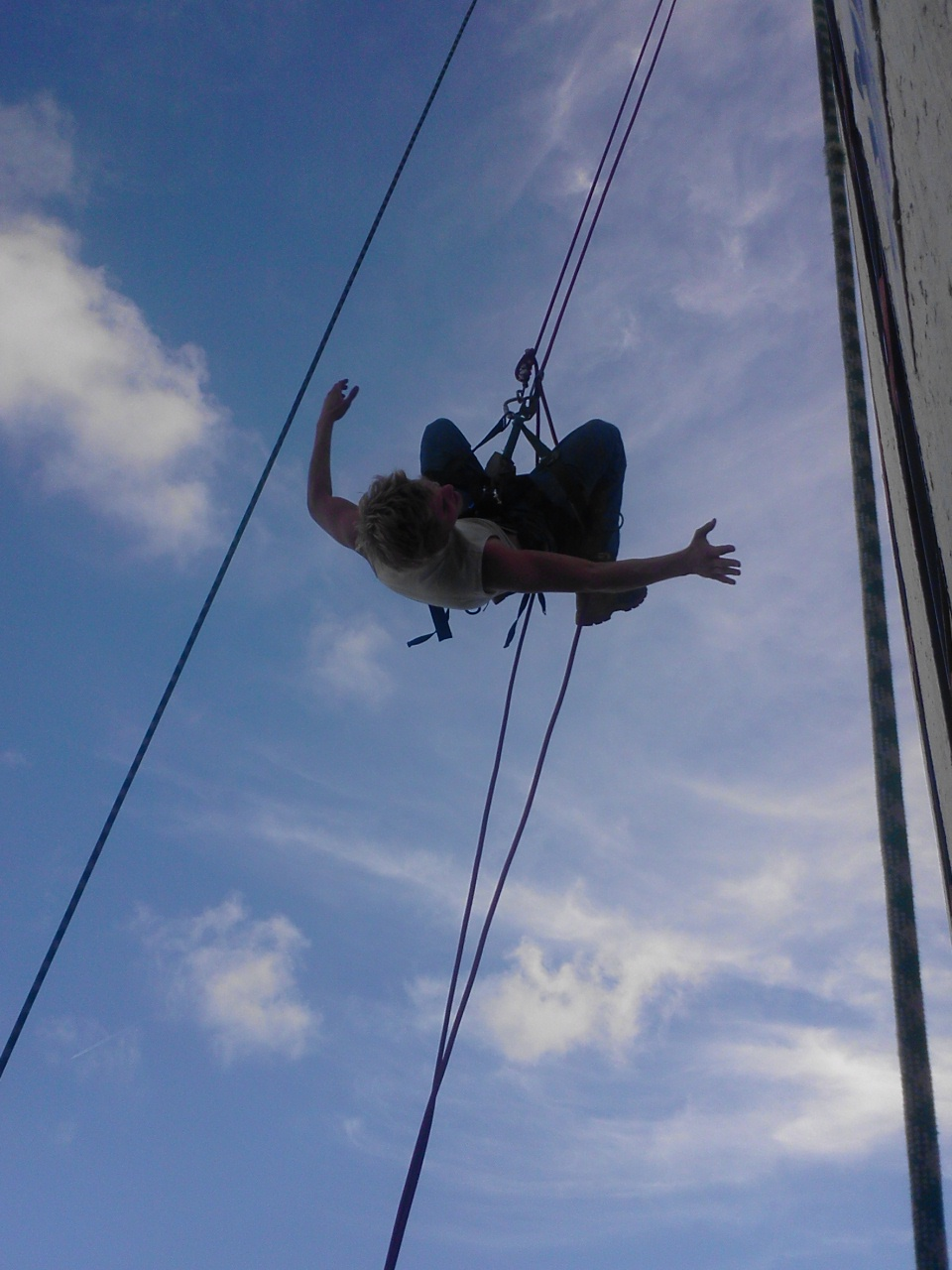
Опрокидывание в сидушке при мойке окон в промальпе
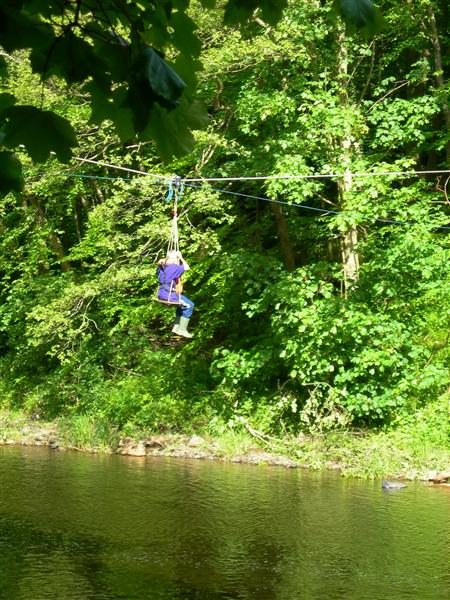
Перемещение скаута в сидушке через реку по навесной переправе
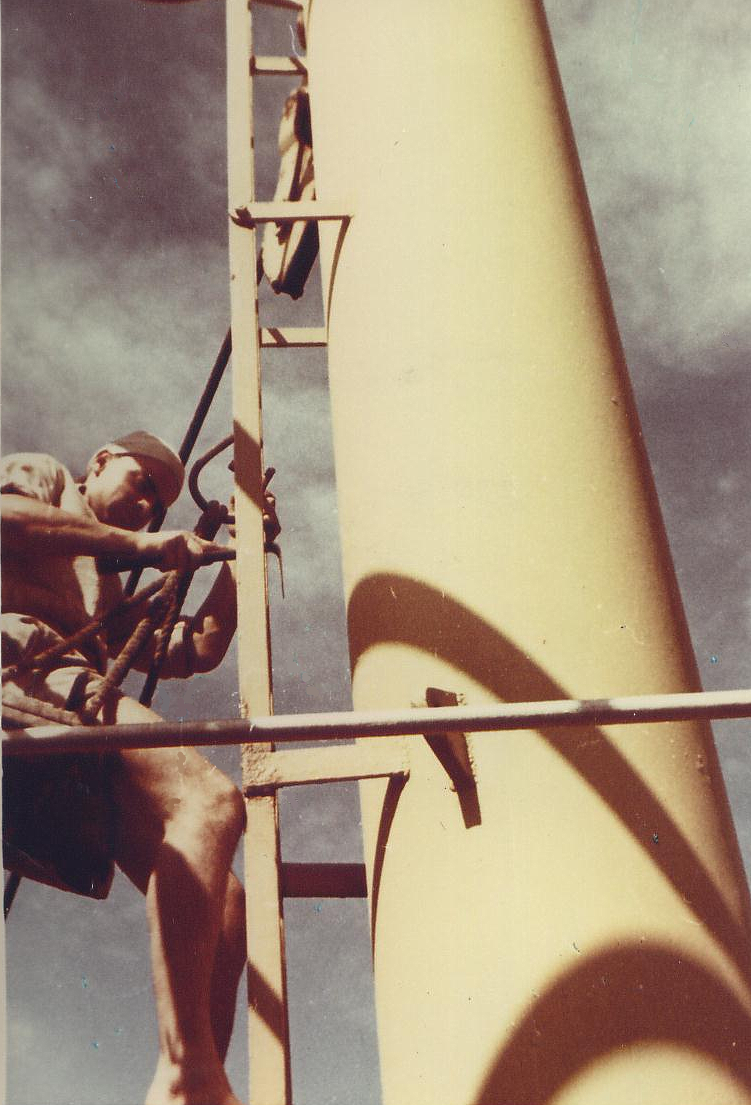
Матрос в беседке при работе на мачте торгового судна
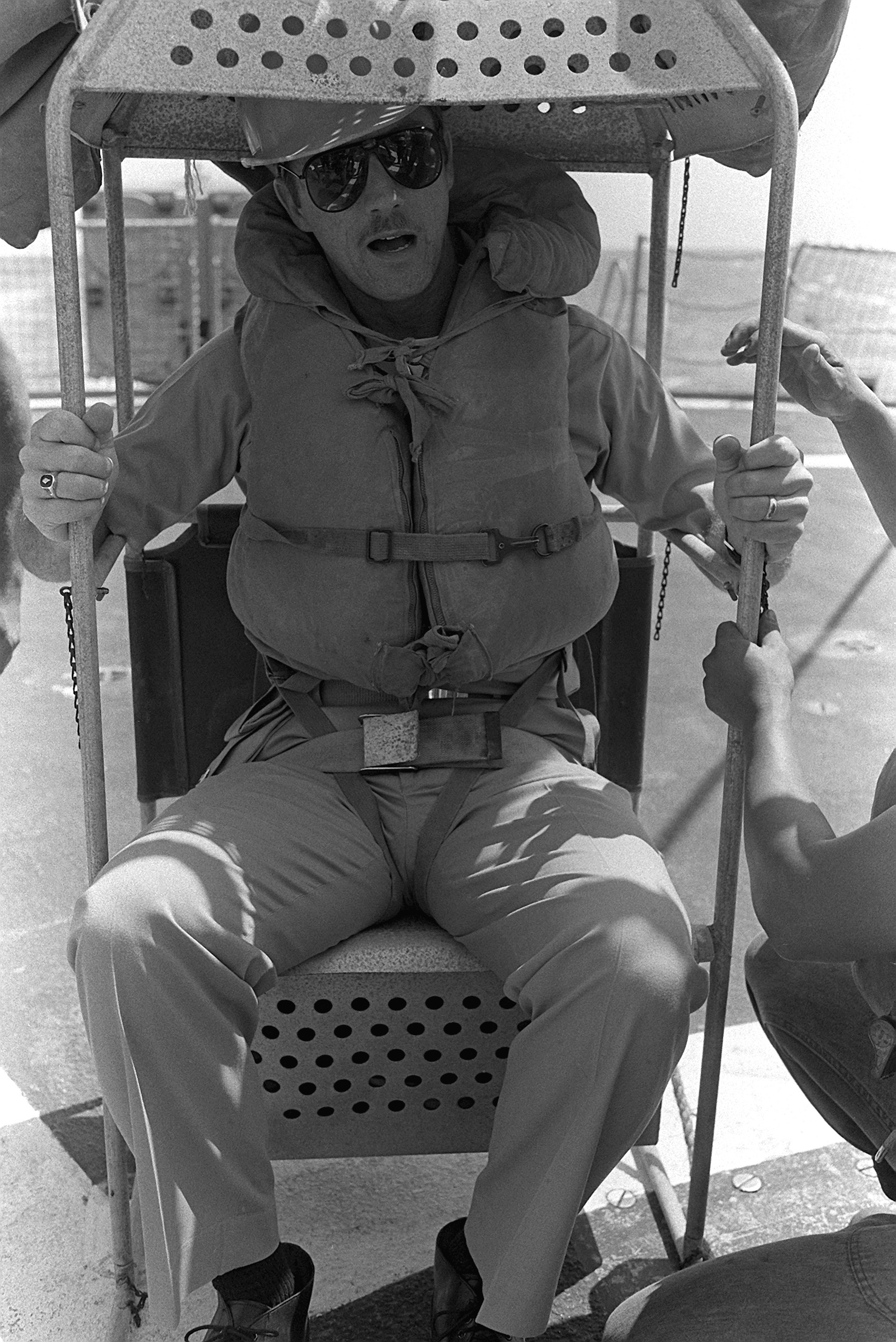
Перемещение капеллана в беседке по навесной переправе с борта одного фрегата на борт другого
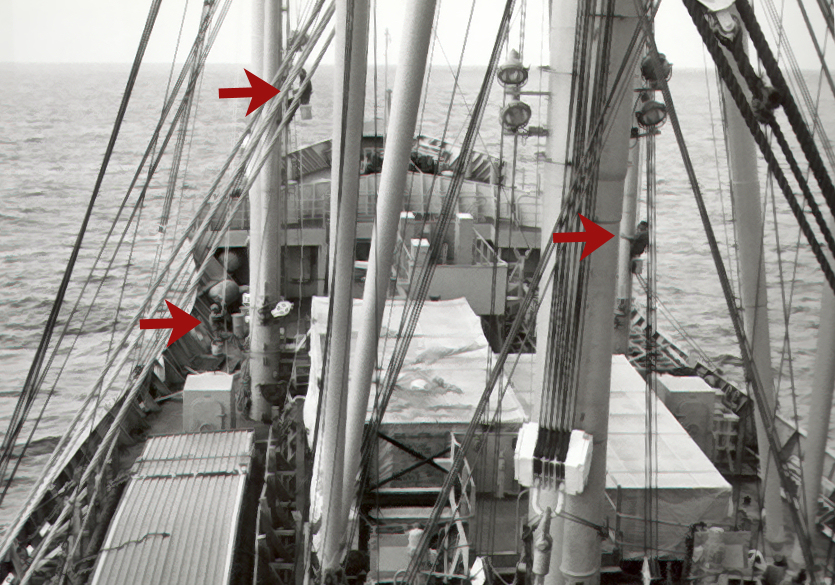
Матросы в беседках при работе на мачтах торгового судна